# 汉隆剃刀
汉隆剃刀（Hanlon's razor）是一句哲学剃刀格言：
|  | 能解释为愚蠢的，就不要解释为恶意。 |

汉隆剃刀可以作為經驗法則，用於排除一個現象的可能解釋選項。

## 起源
1990年，黑客字典收录了汉隆剃刀，将其注释为“墨菲定律版的奥卡姆剃刀”，汉隆剃刀自此闻名。同年，黑客字典的编者又在该词条内注明该格言的起源资料缺失，且另有一句美国哲学家威廉·詹姆士的格言表达了相似的意思。1996年，黑客字典的同名词条再次更新，注明羅伯特·海萊因在1941年發表的小說《帝國的邏輯》中也有一句类似的格言：
|  | 你把愚蠢所導致的許多情況，都歸咎於邪惡。 |

黑客字典的编者推测汉隆（Hanlon）可能是海萊因（Heinlein）的讹传。
2001年，昆汀·斯塔福德·弗雷澤在博客上发表了两篇文章，引述了来自約瑟夫·E·比格勒（Joseph E. Bigler）的邮件，阐述了汉隆的剃刀的起源。文中写道，《墨菲定律》（Murphy's Law, and Other Reasons Why Things Go WRONG!）一书的作者亞瑟·布洛赫曾向公众征集自创“定律”的投稿，而汉隆的剃刀正是約瑟夫的好友，来自賓夕法尼亞州斯克蘭頓的罗伯特·J·汉隆（Robert J. Hanlon）的作品，被收录在《墨菲定律第二册》（Murphy's Law Book Two: More Reasons Why Things Go Wrong!）中。

## 类似格言
歌德在《少年維特的煩惱》中著有意思相似的一句話：
|  | 误解与成见，往往会在世界上铸成比诡诈与恶意更多的过错。至少可以肯定，后两者要罕见一些。 |

英国前首席新闻秘书伯纳德·英厄姆爵士同样說過一段类似的話：
|  | 許多記者沉醉在政府陰謀論中。我可以擔保，如果他們支持的是“政府搞砸論”，報導就会更准确一些。 |